# Riccardo Di Palma
Riccardo Di Palma, detto Dino (Andria, 12 ottobre 1952), è un politico italiano, ex presidente della provincia di Napoli.

## Biografia
È stato tra i fondatori della Federazione dei Verdi a Napoli, di cui è dirigente locale.
È stato eletto Presidente della Provincia di Napoli alle elezioni amministrative del 2004 (elezioni del 12 e 13 giugno), raccogliendo il 61,5% dei voti in rappresentanza di una coalizione di centrosinistra. È stato sostenuto in Consiglio provinciale da una maggioranza costituita da L'Ulivo, UDEUR, PRC, SDI, Verdi, Comunisti Italiani, Italia dei Valori, Repubblicani, Democrazia Federalista e lista Emily
Il suo mandato amministrativo è scaduto nel 2009; il suo successore alla scrivania di Piazza Matteotti è Luigi Cesaro.
Lo stesso anno si è candidato per il Parlamento Europeo nella lista Sinistra e Libertà, senza essere eletto.
Dopo aver lasciato i Verdi, dal 2010 stato dirigente nazionale di Sinistra Ecologia Libertà. 
Alle elezioni politiche del 2013 è candidato al Senato della Repubblica nelle liste di SEL in regione Campania, risultando il primo dei non eletti.
Alle elezioni regionali in Campania del 2015 si candida al consiglio regionale nella lista "Sinistra al Lavoro" (a sostegno del candidato governatore Salvatore Vozza), ma non viene eletto.